# 徽宁池太广道
徽宁池太广道，明、清朝地方行政区划中的道。

## 沿革
明代設徽寧池太道。
雍正十一年十二月（1734年1月），置安徽宁池太广道，领安庆府（简称“安”）、徽州府（简称“徽”）、池州府（简称“池”）、太平府（简称“太”）、宁国府（简称“宁”）、广德直隶州（简称“广”），治安庆府。雍正十二年十月（1734年11月），迁道治于芜湖县。
咸丰五年十月（1855年1月），析安庆府往属于庐凤道，道名遂改为徽宁池太广道，迁道治于宁国府。该道带兵备衔，加按察使衔，可以专摺奏事，暂归浙江巡抚兼辖。咸丰十年（1860年），迁道治于徽州府祁门县。同治四年（1865年），迁道治于太平府芜湖县。
光绪三十四年五月（1908年6月），裁安庐滁和道，其原领的安庆府来属。故本道改置分巡皖南道，领安庆府、徽州府、池州府、太平府、宁国府、广德直隶州，治太平府芜湖县。皖南道带兵备衔，兼关务，加提法使衔。该道设至清朝结束。

## 历任道员
慈禧太后的父亲惠徵曾任安徽宁池太广道道员。太平天国时期芜湖失守，惠徵被革职。
何桂珍于咸丰四年（1854年），授安徽宁池太广道。
维新运动重要人物之一张荫桓曾任徽宁池太广道道员。
庚子拳亂時反对对外宣战的大臣袁昶曾任徽寧池太廣道道员。